# Leibkompanie
Mit Leibkompanie oder Oberst-Kompanie wurde im 17. und 18. Jahrhundert die erste Kompanie eines Regiments bezeichnet. Der Oberst und Inhaber des Regiments war gleichzeitig Inhaber der Leibkompanie, was ihm durch die Kompaniewirtschaft zusätzliche Einnahmen verschaffte. Das Gleiche galt für die Kompanie (Oberstleutnants-Kompanie), deren Inhaber sein Stellvertreter (Obristleutnant) war, später auch für die Kompanie eines Majors (Majors-Kompanie). Diese Kompanien wurden aber tatsächlich geführt von einem Kapitänslieutenant oder Stabscapitain, die im Rang unter einem Hauptmann standen, der gleichzeitig Inhaber einer Kompanie war.